# Стерлітамацький кантон
Стерлітамацький кантон (башк. Стәрлетамаҡ кантоны) — кантон у складі Автономної Башкирської Радянської Республіки (1920—1930—1930—1930). Адміністративний центр — м. Стерлітамак.

## Географічне положення
Розташовувався в південно-західній частині Башкирської АРСР. Межував з Белебеївським кантоном на північному заході, Уфимським кантоном на півночі, Там'ян-Катайським кантоном на північному сході, Зілаїрським кантоном на південному сході, Оренбурзькою губернією на південному заході.